# Heiner Stadler (Journalist)
Heiner Stadler (* 28. November 1948 in Pilsting) ist ein deutscher Journalist und Fernseh-Dokumentarfilmer. Seit 2004 ist er Professor an der Hochschule für Fernsehen und Film München (HFF).

## Leben
Nach seinem Abitur 1969 in Straubing war Stadler zunächst Reporter beim Straubinger Tagblatt. Von 1969 bis 1971 studierte er Kunstgeschichte und Zeitungswissenschaften an der Ludwig-Maximilians-Universität (LMU) in München, von 1971 bis 1975 an der HFF. Zwischen 1976 und 1978 hatte er einen Lehrauftrag für Fotografie und Film an der staatlichen Fachschule für Kunsterziehung in München. Danach war er als freiberuflicher Kameramann tätig, seit 1982 auch als Regisseur und Produzent mit Lehraufträgen an der HFF-Abteilung IV (Dokumentarfilm und Fernsehpublizistik) sowie an der Internationalen Filmschule Köln (ifs).

## Ausstellungen
1992 zeigte Licht&Ton (ein Unternehmen der CineMedia Film) in München die Einzelausstellung „Filmbilder“, 2001 die Münchner Seidlvilla „Fotos Filme“, 2001 das Filmmuseum München eine Werkschau von Stadler, 2002 das Ethnologische Museum Berlin ebenfalls eine Werkschau. Stadler war vertreten auf den Gruppenausstellungen „Unterwegs“ 2000 in der Münchner Seidlvilla, „The American Effect“ 2003 im Whitney Museum of American Art und 2003 auf der Veranstaltungsreihe „OP 13“ in München (Schwabinger Hinterhofkino).
Im Jahre 2011 kuratierte Stadler zusammen mit Bernhart Schwenk in der Pinakothek der Moderne in München die  Ausstellung Subjektiv. Dokumentarfilm im 21. Jahrhundert.

## Filmografie
- 2006: Der Prospektor (Dokumentarfilm, 82 Min.; Buch, Regie und Produktion; Koproduktion mit WDR und BR). Premiere: Filmfest München 2007
- 2002: Essen, schlafen, keine Frauen (Dokumentarfilm, 76 Min.; Buch, Regie und Produktion; Koproduktion mit WDR und BR). Gezeigt als deutscher Beitrag bei den Filmfestivals Locarno und Montréal. Nominierungen: Rocky Award Banff und Europäischer Filmpreis
- 2001: Der Kunstdetektiv (Dokumentarfilm, 60 Min.; Buch und Regie; Arte, SWR, NDR; Produktion: Cine-Impuls Berlin 1999)
- 1999: Im Museum gewesen... (Dokumentarfilm, 18 Min.; Buch, Regie, Kamera und Produktion; Koproduktion mit dem Ethnologischen Museum, Berlin)
- 1998: Das Wüstenorakel (Dokumentarfilm, 54 Min.; Buch, Regie, Kamera und Produktion; ZDF, TerraX, Arte)
- 1997: Kampf um Erdöl (Dokumentarfilm, 45 Min.; Ko-Autor, Regie und Kamera; Pro7; Produktion: Caligari-Film, München)
- 1997: Abenteuer Gold (Dokumentarfilm, 45 Min.; Ko-Autor, Regie und Kamera; Pro7; Produktion: Caligari-Film, München)
- 1996: Warshots (Spielfilm, 93 Min.; Buch [zusammen mit H. Göckeritz], Regie und Produktion; Koproduktion mit BR, WDR, Arte). Gezeigt als deutscher Beitrag beim Filmfestival Venedig (Special Jury Award), beim Filmfestival Mar del Plata (Premio Mejor Ficcion), beim Festival Internacional de Cinema y Vídeo del Medi Ambiente in Gavà/Barcelona (Golden Key) und auf dem Filmfestival Bratislava.
- 1993: Hannibal (Dokumentarfilm, 53 Min.; Buch, Regie, Kamera; ZDF, Arte, Discovery Channel, ORF; Produktion: Caligari-Film, München)
- 1992: Das Ende einer Reise (Dokumentarfilm, 92 Min.; Buch, Regie, Kamera und Produktion; Koproduktion mit WDR, BR, SDR und Arte). Auszeichnungen: Bayerischer Filmpreis, Hessischer Filmpreis Merit Award. Gezeigt beim Filmfestival Chicago.
- 1988: Gold! (Spielfilm, 85 Min.; Buch, Regie, und Produktion; Koproduktion mit NDR und WDR). Gezeigt als deutscher Beitrag beim Filmfestival in Havanna.
- 1986: Mona (Dokumentarserie, 5 × 60 Min.; Buch und Regie; Produktion: WDR)
- 1984: King Kongs Faust (Spielfilm, 85 Min.; Buch [zusammen mit U. Enzensberger und L. Targownik], Regie und Kamera; Produktion: Katrin-Seybold-Film mit NDR). Auszeichnungen: Förderpreis, Grand Prix des Filmfestivals Saarbrücken. Gezeigt beim Filmfestival Sitges
- 1982: Albanien, kommt man da rein? (Dokumentarfilm, 45 Min.; Buch [zusammen mit G. Stäbler], Regie, Kamera und Produktion; Koproduktion mit WDR)

Filme von Heiner Stadler nahmen an zahlreichen Festivals teil, unter anderem am Filmfest München, der Biennale Venedig, dem World Film Festival Montréal, International Documentary Film Festival Beirut, sowie internationalen Filmfestivals von Toronto, Chicago, Hong Kong, Singapur, Bratislava, London, Locarno, Los Angeles, San Francisco, Göteborg, Kairo, dem Festival dei Popoli in Florenz, den Internationalen Filmfestspielen Berlin, dem Festival Internacional de Cine in Mar del Plata, dem Festival Internacional del Nuevo Cine Latinoamericano in Havanna, beim, Max-Ophüls-Preis Saarbrücken und an der Duisburger Filmwoche.

## Veröffentlichungen
- 1991: Vorläufiges Ende einer Reise (Titelgeschichte in: Film&TV Kameramann, München)
- 1994: Hannibal, der Schrecken Roms (in: H. C. Huf (Hrsg.): Sphinx, Lübbe Verlag, Bergisch Gladbach)
- 1999: Das Wüstenorakel (in: G. Kirchner (Hrsg.): Terra X, Heyne Verlag, München)
- 2001: Wolfgang Davis: Heiner Stadler Filme. Reihe: FilmLand, Berlin
- 2003: Die Magie der Oase Siwa. Verlag Weltbild
- 2005: Die fröhliche Wissenschaft (in: Die Verteidigung des Realen, 25 Jahre AG Dokumentarfilm)
- 2006: Über den Kreislauf der Bilder (in: A. Jürgens-Kirchhoff (Hrsg.): Warshots: Krieg, Kunst und Medien, Verlag VDG, Weimar)
- 2007: Über den Kreislauf der Bilder (in: Daniel Sponsel (Hrsg.): Der schöne Schein des Wirklichen, Verlag UVK, Konstanz)